# Präsidium des 4. Deutschen Bundestages

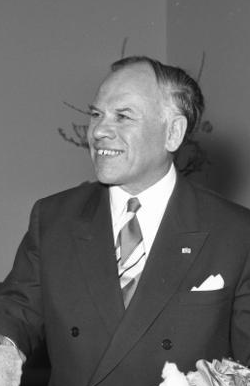
Bundestagspräsident Eugen Gerstenmaier

Das Präsidium des 4. Deutschen Bundestages wurde in dessen konstituierender Sitzung am 17. Oktober 1961 gewählt. Der Bundestag wählte den CDU-Abgeordneten und bisherigen Amtsinhaber Eugen Gerstenmaier zum dritten Mal zu seinem Präsidenten und Carlo Schmid, Erwin Schoettle (beide SPD), Richard Jaeger (CSU) und Thomas Dehler (FDP) zu seinen Vizepräsidenten.

## Wahl des Präsidenten des Bundestages
Der Wahlvorgang wurde vom Alterspräsidenten Robert Pferdmenges (CDU) geleitet. Wie schon 1953 und 1957 wäre Bundeskanzler Konrad Adenauer als der älteste Abgeordnete Alterspräsident gewesen, dieser verzichtete jedoch auf dieses Privileg, weswegen Pferdemenges als zweitältestem Abgeordneter Alterspräsident wurde. Der vom Unions-Fraktionsvorsitzenden Heinrich Krone vorgeschlagene Gerstenmaier erhielt 463 der 504 abgegebenen Stimmen, was 91,87 % entsprach. Damit erreichte er ein noch besseres Ergebnis als 1957.

## Wahl der Vizepräsidenten
Es waren die Abgeordneten Carlo Schmid, Erwin Schoettle (beide SPD), Richard Jaeger (CSU) und Thomas Dehler (FDP) vorgeschlagen worden. Alle bis auf Schoettle hatten dieses Amt bereits in der vergangenen Legislaturperiode ausgeübt. Vor der Wahl kam es zu einer kurzen Debatte, da die SPD-Fraktion zwei Vizepräsidenten gefordert hatte. Der SPD-Abgeordnete Karl Mommer warf der FDP-Fraktion vor, „umgefallen“ zu sein. Die Kandidaten wurden in einem gemeinsamen Wahlgang mit großer Mehrheit per Handzeichen gewählt. Alle Kandidaten nahmen die Wahl an.